# Chauvoncourt
Chauvoncourt is een gemeente in het Franse departement Meuse (regio Grand Est) en telt 461 inwoners (1999). De plaats maakt deel uit van het arrondissement Commercy.
De plaats lag tijdens de Eerste Wereldoorlog in het saillant van Saint-Mihiel en leed grote oorlogsschade.

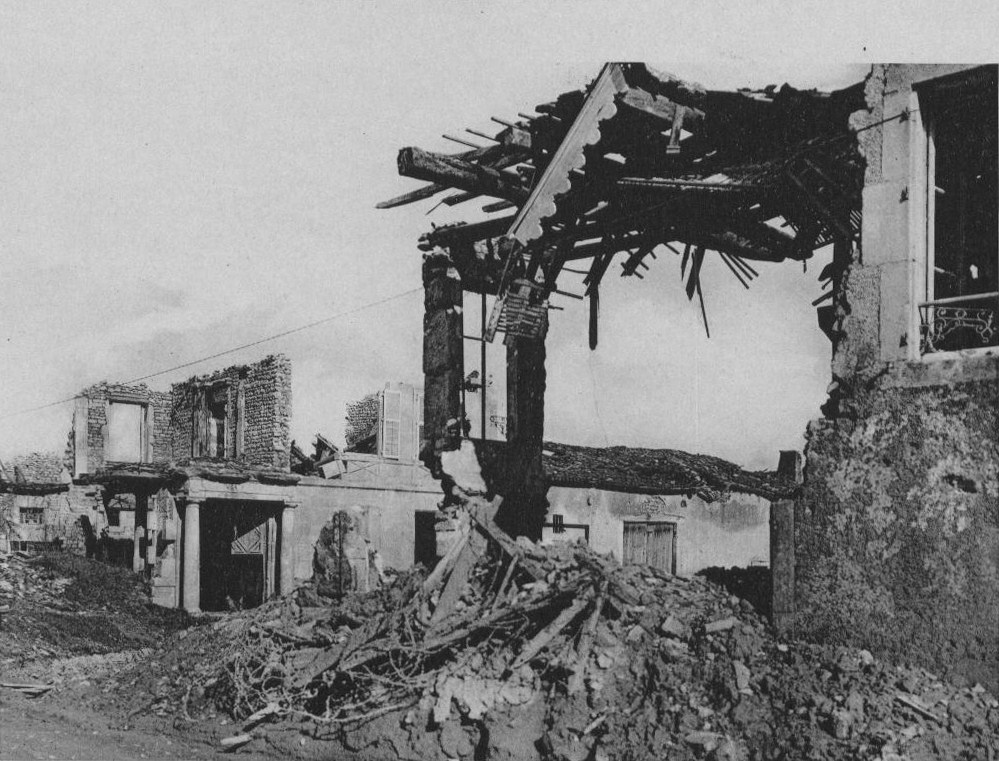
Chauvoncourt in 1918

## Geografie
De oppervlakte van Chauvoncourt bedraagt 10,0 km², de bevolkingsdichtheid is 46,1 inwoners per km².
De plaats ligt op de linkeroever van de Maas, naast Saint-Mihiel.
De onderstaande kaart toont de ligging van Chauvoncourt met de belangrijkste infrastructuur en aangrenzende gemeenten.

## Demografie
Onderstaande figuur toont het verloop van het inwonertal (bron: INSEE-tellingen).